# Список земноводних України
Список земноводних України включає 20 сучасних видів земноводних, поширених у межах території України. 

## Позначки
Теги, що використовуються для виділення охоронного статусу кожного виду за оцінками МСОП:
| EX | Extinct               | Зниклий                          |
| CR | Critically Endangered | Перебуває під критичною загрозою |
| EN | Endangered            | Перебуває під загрозою           |
| VU | Vulnerable            | Уразливий                        |
| NT | Near Threatened       | Близький до загрозливого стану   |
| LC | Least Concern         | У найменшій загрозі              |
| DD | Data Deficient        | Відомості недостатні             |
| NE | Not Evaluated         | Види з недослідженим статусом    |

## Ряд Хвостаті (Caudata)
Представники ряду хвостатих відрізняються від інших сучасних земноводних видовженим тілом та наявністю в дорослих тварин хвоста. До нього відносяться саламандри та тритони. Налічує понад 820 видів, з них в Україні трапляється 7 видів. Усі види хвостатих фауни України мають охоронний статус і занесені до Червоного списку МСОП, або Червоної книги України, або інших природоохоронних документів.

### Родина Саламандрові (Salamandridae)
| Українська назва                     | Латинська назва        | Автор таксона      | Статус МСОП | Поширення в Україні                                                                                                   | Зображення |
| Ряд: Хвостаті (Caudata)              |                        |                    |             | |            |
| Родина: Саламандрові (Salamandridae) |                        |                    |             | |            |
| Саламандра вогняна                   | Salamandra salamandra  | Shaw, 1802         | LC          | У Закарпатській, Івано-Франківській, Чернівецькій та Львівській областях, де живе у букових і смерекових лісах Карпат |            |
| Тритон звичайний                     | Lissotriton vulgaris   | Linnaeus, 1758     | LC          | По всій країні, крім Криму та високогір'я Карпат                                                                      |            |
| Тритон карпатський                   | Lissotriton montandoni | Boulenger, 1880    | LC          | В Карпатах |            |
| Тритон гірський                      | Mesotriton alpestris   | Laurenti, 1768     | LC          | В Карпатах |            |
| Тритон гребінчастий                  | Triturus cristatus     | Laurenti, 1768     | LC          | По всій країні крім степової зони та Криму                                                                            |            |
| Тритон дунайський                    | Triturus dobrogicus    | (Kiritzescu, 1903) | NT          | Закарпатська, Одеська обл.                                                                                            |            |
| Тритон Кареліна                      | Triturus karelinii     | (Strauch, 1870)    | LC          | Крим |            |

## Ряд Безхвості (Anura)
До ряду безхвостих відносяться кумки, часничниці, райки,  ропухи і жаби. Ряд налічує понад 7800 видів, з яких в Україні трапляється 13 видів. Усі види хвостатих фауни України мають охоронний статус і занесені до Червоного списку МСОП, або Червоної книги України, або інших природоохоронних документів.

### Родина Кумкові (Bombinatoridae)
| Українська назва                 | Латинська назва   | Автор таксона  | Статус МСОП | Поширення в Україні        | Зображення |
| Ряд: Безхвості (Anura)           |                   |                |             |                            |            |
| Родина: Кумкові (Bombinatoridae) |                   |                |             |                            |            |
| Кумка червоночерева              | Bombina bombina   | Linnaeus, 1761 | LC          | По всій країні, крім Криму |            |
| Кумка жовточерева                | Bombina variegata | Linnaeus, 1758 | LC          | Карпати                    |            |

### Родина Часничницеві (Pelobatidae)
| Українська назва                   | Латинська назва  | Автор таксона    | Статус МСОП | Поширення в Україні                            | Зображення |
| Ряд: Безхвості (Anura)             |                  |                  |             |                                                |            |
| Родина: Часничницеві (Pelobatidae) |                  |                  |             |                                                |            |
| Часничниця звичайна                | Pelobates fuscus | (Laurenti, 1768) | LC          | Спорадично по всій країні, крім Карпат і Криму |            |

### Родина Райкові (Hylidae)
| Українська назва          | Латинська назва | Автор таксона  | Статус МСОП | Поширення в Україні                           | Зображення |
| Ряд: Безхвості (Anura)    |                 |                |             |                                               |            |
| Родина: Райкові (Hylidae) |                 |                |             |                                               |            |
| Райка деревна             | Hyla arborea    | Linnaeus, 1758 | LC          | По всій території, у степовій зоні спорадично |            |

### Родина Ропухові (Bufonidae)
| Українська назва             | Латинська назва | Автор таксона    | Статус МСОП | Поширення в Україні                               | Зображення |
| Ряд: Безхвості (Anura)       |                 |                  |             |                                                   |            |
| Родина: Ропухові (Bufonidae) |                 |                  |             |                                                   |            |
| Ропуха звичайна              | Bufo bufo       | Linnaeus, 1758   | LC          | По всій країні, крім посушливих південних районів |            |
| Ропуха зелена                | Bufo viridis    | (Laurenti, 1768) | LC          | По всій країні                                    |            |
| Ропуха очеретяна             | Bufo calamita   | (Laurenti, 1768) | LC          | Волинська, частково Львівська та Рівненська обл.  |            |

### Родина Жаб'ячі (Ranidae)
| Українська назва          | Латинська назва       | Автор таксона   | Статус МСОП | Поширення в Україні                                                                                 | Зображення |
| Ряд: Безхвості (Anura)    |                       |                 |             | |            |
| Родина: Жаб'ячі (Ranidae) |                       |                 |             | |            |
| Жаба трав'яна             | Rana temporaria       | Linnaeus, 1758  | LC          | У більшості північних, західних та східних регіонів, майже повністю відсутня у степових районах.    |            |
| Жаба гостроморда          | Rana arvalis          | Nilsson, 1842   | LC          | У більшості північних, західних та східних регіонів, рідкісна у степових районах, відсутня у Криму. |            |
| Жаба прудка               | Rana dalmatina        | Bonaparte, 1840 | LC          | Закарпатська, Чернівецька обл.                                                                      |            |
| Жаба озерна               | Pelophylax ridibundus | Pallas, 1771    | LC          | По всій країні, крім високогір'я Карпат                                                             |            |
| Жаба ставкова             | Pelophylax lessonae   | Camerano, 1882  | LC          | Лісова та лісостепова зони                                                                          |            |
| Жаба їстівна              | Pelophylax esculentus | Linnaeus, 1758  | LC          | Лісова та лісостепова зони                                                                          |            |